# Jorge Fernández Stoll
Jorge Fernández Stoll (31 de diciembre de 1911 - 1991) fue un abogado peruano.

## Biografía
Hijo de Juan Manuel Fernández Freundt y María Elsa Stoll Nollman.
Estudió en el Colegio de la Inmaculada de la ciudad de Lima.
Ingresó a la facultad de Letras de la Universidad Nacional Mayor de San Marcos, en la cual obtuvo el título de Abogado (1936).
Fue empleado en el Registro de la Propiedad Inmueble de Lima (1928-1936)
Trabajó como abogado en el Banco Industrial del Perú y fue vicepresidente de la Caja Nacional del Seguro. Fue también director del Instituto Peruano de Investigaciones Genealógicas en el periodo 1960-1961.
Se casó con María Josefina Santa Gadea Ramírez con quien tuvo 4 hijos: Jorge, Beatriz, Cecilia y Federico Fernández-Stoll Santa Gadea.

## Actividad pública
Trabajó en el  Ministerio de Salud Pública, Trabajo y Previsión Social, en el cual fue director Previsión Social (1936-1938) y Director de Trabajo (1939-1944).
En septiembre de 1939 fue nombrado como Superintendente de Bienestar Social.
Con la creación del Ministerio de Justicia y Trabajo (1943), la dirección de trabajo pasó a estar en dicha cartera ministerial.
En 1960 fue nombrado como presidente de la Autoridad Portuaria 

### Ministro de Gobierno y Policía
El 28 de julio de 1956 fue nombrado como Ministro de Gobierno y Policía por el presidente Manuel Prado Ugarteche.
En marzo de 1958 renunció a su cargo para batirse a duelo con el senador por Tacna Wilson Sologuren, después de que éste le haya enviado una carta que fue considerada como ofensiva. En el texto, el parlamentario se refería a la detención de su hermano, el cual estaba implicado en un intento de golpe contra el gobierno de Prado y calificaba al ministro como cobarde. El gobierno no aceptó la renuncia del ministro a la cartera de Gobierno.
Sologuren y Fernández-Stoll se enfrentaron y cuando el primero sufrió un corte en la muñeca, se dio por finalizado el duelo y se declaró al Ministro como ganador. La iglesia católica, que prohibía los duelos, excomulgó a los dos participantes.
Permaneció en el cargo hasta abril de 1958.

### Embajador en Alemania
El 9 de junio de 1958 fue nombrado como Embajador del Perú en la República Federal de Alemania por Resolución Suprema Nº 5152. El 18 de julio del mismo año presentó sus credenciales ante el presidente Theodor Heuss.
Permaneció en el cargo hasta 1960.

## Publicaciones
- El mar, cuarta region natural del Peru (1968)
- Un marino limeño en el límite boreal de la América española (1961)

## Reconocimientos
- Orden al Mérito de la Guardia Civil del Perú (1956)